# Arnolfo di Cambio

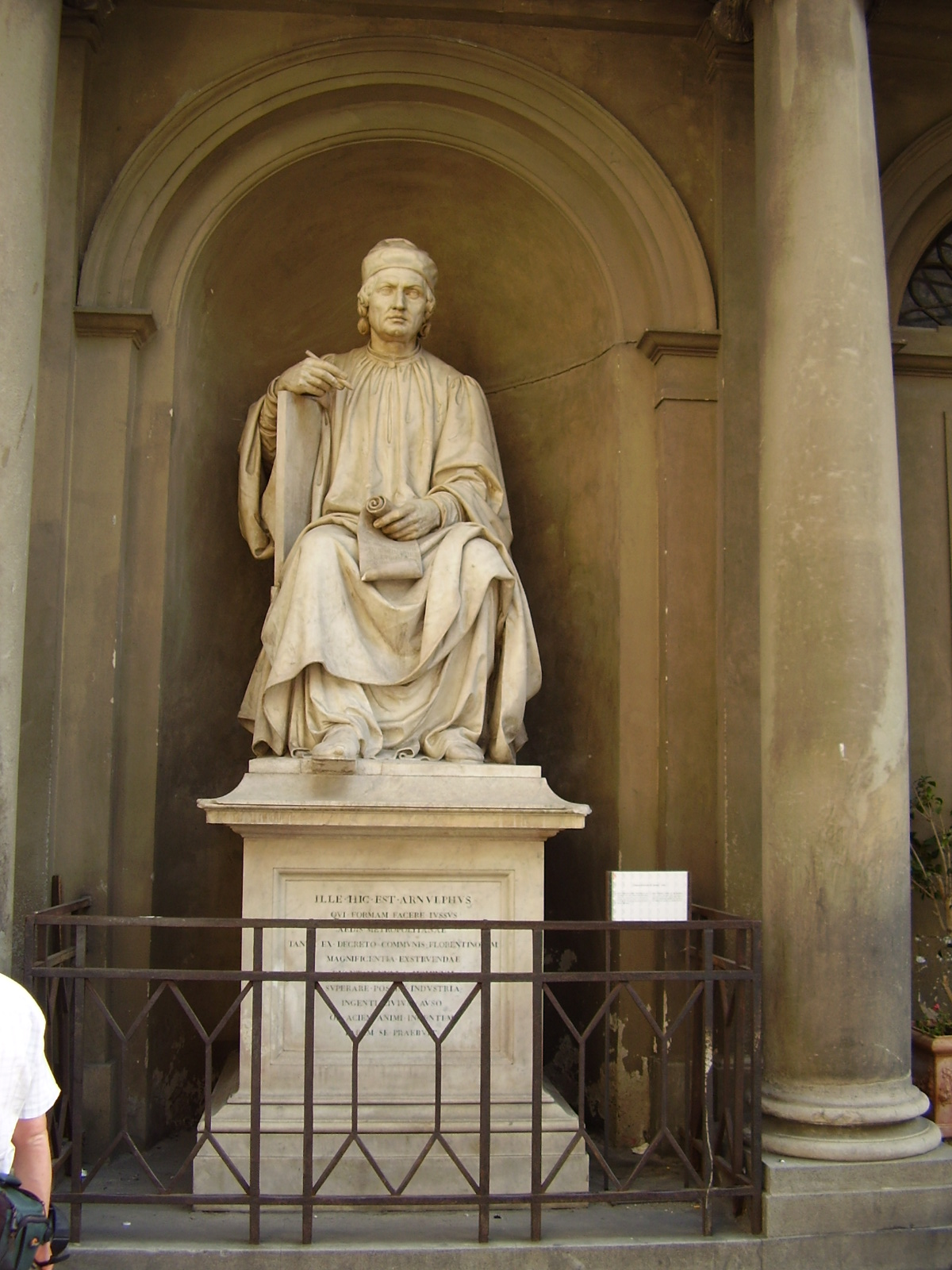
Escultura de Arnolfo di Cambio em Santa Maria del Fiore (Florença).

Arnolfo di Lapo, também conhecido como Arnolfo di Cambio, (1232 ou 1245 – 1310) foi um arquiteto e escultor florentino.
Era filho do arquiteto Lapo Tedesco, e formou-se no atelier de Nicola Pisano, a quem auxiliou na criação do púlpito do Duomo de Siena (1265-1269) e em outras obras. Depois de deixar o atelier do mestre transferiu-se para Roma em 1276 ou 1277, entrando no séquito de Carlos I da Sicília, e criando obras importantes como o monumento fúnebre a este rei. 

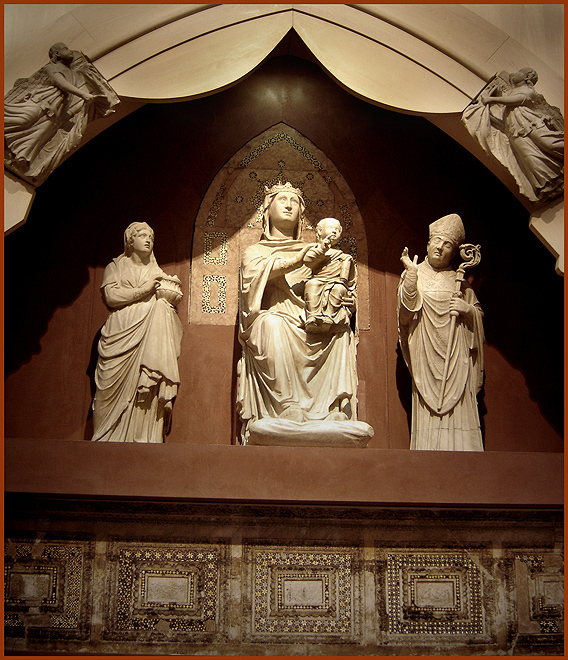
Arnolfo di Cambio: Madonna com São Zenóbio e uma serva, no Museo dell'Opera di Santa Maria del Fiore

Em Roma também expandiu seus conhecimentos ao entrar em contato com a arte clássica antiga e outros mestres de sua época, assimilando a técnica da entársia e do vidro dourado, que aplicou na decoração da Basílica de São Paulo Extramuros (1285) e de Santa Maria in Trastevere (1293), além de criar outros monumentos como a estátua do Papa Bonifácio VIII e a de São Pedro na Antiga Basílica de São Pedro.
Em 1294 ou 1295 viajou a Florença, onde iniciou suas atividades de arquiteto, sendo o autor da planta do Palazzo Vecchio, da Igreja de Santa Croce e da Catedral de Santa Maria del Fiore, que ele não veria completar-se, mas deixando numerosas estátuas para a decoração da fachada. Também foi o autor, em Orvieto, do projeto da Catedral e da tumba do Cardeal de Braye.
É considerado uma das mais proeminentes figuras de sua época, tanto na escultura como na arquitetura, e sua biografia faz parte da obra "As Vidas dos Artistas", de Giorgio Vasari.